# Stictopisthus maroccanus
Stictopisthus maroccanus là một loài tò vò trong họ Ichneumonidae.